# Clasificación de AFC y OFC para la Copa Mundial de Fútbol de 1974
Para la Copa Mundial de Fútbol de 1974 de Alemania Federal, la AFC y la OFC disponían de una única plaza de las 16 totales del mundial. En 1974 un total de 18 equipos estaban afiliados a la AFC y OFC, pero tras la renuncia a participar en el torneo de Filipinas, India y Sri Lanka, quedaron 15 equipos para disputarse la plaza.
Las 15 selecciones se repartieron en dos zonas, según aspectos geográficos y políticos. Cada zona elegiría a su equipo campeón, con sistemas de competición independientes. La clasificación se obtendría finalmente en una final a ida y vuelta entre los representantes de ambas zonas.

## Zona A
En la Zona A se agruparon las selecciones del extremo Oriente e Israel, con un total de 7 equipos. Se creó un torneo de dos grupos, de cuatro y tres equipos, donde Corea del Sur estaba asignada automáticamente en el grupo de cuatro equipos, por ser el país anfitrión de todos los encuentros de esta zona.
Para asignar el resto de plazas en los grupos, los restantes 6 equipos jugaron un partido de clasificación. Una vez compuestos los grupos, se clasificaron los dos primeros clasificados de cada uno, jugando un sistema de liguilla con solo ida. Los cuatro equipos clasificados disputaron las semifinales y la final, hasta conocer al campeón de la zona.

### Partidos de clasificación
| 16-5-1973 | Vietnam del Sur       | 1–0 | Tailandia | Dongdaemun, Seoul, Corea del Sur                    |                                                     |
|           | Meelarpkit 83' (a.g.) |     |           | Asistencia: 25.000 espectadores Árbitro(s): Coffman | Asistencia: 25.000 espectadores Árbitro(s): Coffman |

| 16-5-1973 | Israel        | 2–1 | Japón        | Dongdaemun, Seoul, Corea del Sur                     |                                                      |
|           | Onana 5', 61' |     | Hirasawa 28' | Asistencia: 25.000 espectadores Árbitro(s): Boskovic | Asistencia: 25.000 espectadores Árbitro(s): Boskovic |

| 17-5-1973 | Hong Kong       | 1–0 | Malasia | Dongdaemun, Seoul, Corea del Sur                |                                                 |
|           | Lo Hung-Hoi 53' |     |         | Asistencia: 5.000 espectadores Árbitro(s): Azam | Asistencia: 5.000 espectadores Árbitro(s): Azam |

Según estos resultados, Vietnam del Sur, Japón y Hong Kong formaron el Grupo 1, mientras que Tailandia, Israel y Malasia formaron, junto a Corea del Sur, el Grupo 2.

### Grupo 1
| Equipo          | Pts | PJ | PG | PE | PP | GF | GC | Dif |
| --------------- | --- | -- | -- | -- | -- | -- | -- | --- |
| Hong Kong       | 4   | 2  | 2  | 0  | 0  | 2  | 0  | 2   |
| Japón           | 2   | 2  | 1  | 0  | 1  | 4  | 1  | 3   |
| Vietnam del Sur | 0   | 2  | 0  | 0  | 2  | 0  | 5  | -5  |

| 20-5-1973 | Japón                                         | 4–0 | Vietnam del Sur | Dongdaemun, Seoul, Corea del Sur                    |                                                     |
|           | Kamamoto 6' 86' · Mori 19' · Quang 54' (a.g.) |     |                 | Asistencia: 10.000 espectadores Árbitro(s): Coffman | Asistencia: 10.000 espectadores Árbitro(s): Coffman |

| 22-5-1973 | Hong Kong        | 1–0 | Japón | Dongdaemun, Seoul, Corea del Sur                     |                                                      |
|           | Kwok Ka-ming 83' |     |       | Asistencia: 10.000 espectadores Árbitro(s): Boskovic | Asistencia: 10.000 espectadores Árbitro(s): Boskovic |

| 24-5-1973 | Vietnam del Sur | 0–1 | Hong Kong         | Dongdaemun, Seoul, Corea del Sur                        |                                                         |
|           |                 |     | Yuen Kuen-Chu 68' | Asistencia: 5.000 espectadores Árbitro(s): Aing Kim Ean | Asistencia: 5.000 espectadores Árbitro(s): Aing Kim Ean |

Hong Kong y Japón accedieron a semifinales.

### Grupo 2
| Equipo        | Pts | PJ | PG | PE | PP | GF | GC | Dif |
| ------------- | --- | -- | -- | -- | -- | -- | -- | --- |
| Israel        | 5   | 3  | 2  | 1  | 0  | 9  | 0  | 9   |
| Corea del Sur | 4   | 3  | 1  | 2  | 0  | 4  | 0  | 4   |
| Malasia       | 3   | 3  | 1  | 1  | 1  | 2  | 3  | -1  |
| Tailandia     | 0   | 3  | 0  | 0  | 3  | 0  | 12 | -12 |

| 19-5-1973 | Israel                             | 3–0 | Malasia | Dongdaemun, Seoul, Corea del Sur                         |                                                          |
|           | Farkash 50' · Shum 62' · Onana 82' |     |         | Asistencia: 30.000 espectadores Árbitro(s): Aing Kim Ean | Asistencia: 30.000 espectadores Árbitro(s): Aing Kim Ean |

| 19 May 1973 | Tailandia | 0–4 | Corea del Sur                                               | Dongdaemun, Seoul, Corea del Sur                  |                                                   |
|             |           |     | Kim Jae-Han 52' · Cha Bum-Kun 60' · Chung Kyu-Poong 79' 84' | Asistencia: 50.000 espectadores Árbitro(s): Hatta | Asistencia: 50.000 espectadores Árbitro(s): Hatta |

| 21-5-1973 | Corea del Sur | 0–0 | Malasia | Dongdaemun, Seoul, Corea del Sur                       |  |
|           |               |     |         | Asistencia: 30.000 espectadores Árbitro(s): U Tin Thut |  |

| 21-5-1973 | Israel                                                          | 6–0 | Tailandia | Dongdaemun, Seoul, Corea del Sur                    |                                                     |
|           | Borba 12' · Spiegler 62' · Shum 69' · Rozen 73' 84' · Onana 78' |     |           | Asistencia: 35.000 espectadores Árbitro(s): Dhillon | Asistencia: 35.000 espectadores Árbitro(s): Dhillon |

| 23-5-1973 | Corea del Sur | 0–0 | Israel | Dongdaemun, Seoul, Corea del Sur                       |  |
|           |               |     |        | Asistencia: 40.000 espectadores Árbitro(s): U Tin Thut |  |

| 23-5-1973 | Malasia                  | 2–0 | Tailandia | Dongdaemun, Seoul, Corea del Sur                 |                                                  |
|           | Abdullah 70' · Jusoh 89' |     |           | Asistencia: 40.000 espectadores Árbitro(s): Azam | Asistencia: 40.000 espectadores Árbitro(s): Azam |

Israel y Corea del Sur accedieron a semifinales.

### Semifinales Zona A
| 26 de mayo de 1973 | Corea del Sur                                            | 3:1 | Hong Kong        | Estadio Dongdaemun, Seúl                          |                                                   |
|                    | Kim Jae-Han 45' · Park Yi-Chun 52' · Chung Kyu-Poong 72' |     | Yuen Kuen-Chu 5' | Asistencia: 35.000 espectadores Árbitro(s): Hatta | Asistencia: 35.000 espectadores Árbitro(s): Hatta |

| 26 de mayo de 1973 | Israel     | 1:0 (t. s.) | Japón | Estadio Dongdaemun, Seúl                           |                                                    |
|                    | Onana 110' |             |       | Asistencia: 35.000 espectadores Árbitro(s): DhiUon | Asistencia: 35.000 espectadores Árbitro(s): DhiUon |

### Final Zona A
| 28 de mayo de 1973 | Corea del Sur     | 1:0 (t. s.) | Israel | Estadio Dongdaemun, Seúl                             |                                                      |
|                    | Hon Joo-Wook 109' |             |        | Asistencia: 40.000 espectadores Árbitro(s): Tin Thut | Asistencia: 40.000 espectadores Árbitro(s): Tin Thut |

Corea del Sur fue el campeón de la Zona A.

## Zona B
La Zona B la formaron los 8 equipos correspondientes a Oriente Medio, Oceanía, Corea del Norte e Indonesia. Estas 8 selecciones se dividieron a su vez en dos grupos de 4 equipos, con el fin de disputar una final a ida y vuelta entre los ganadores de ambos grupos. La liguilla del primer grupo se disputó en Irán, y la del segundo en Australia y Nueva Zelanda. Ambas se jugaron en formato ida y vuelta.

### Grupo 1
| Equipo          | Pts | PJ | PG | PE | PP | GF | GC | Dif |
| --------------- | --- | -- | -- | -- | -- | -- | -- | --- |
| Irán            | 9   | 6  | 4  | 1  | 1  | 7  | 3  | 4   |
| Siria           | 7   | 6  | 3  | 1  | 2  | 6  | 6  | 0   |
| Corea del Norte | 5   | 6  | 1  | 3  | 2  | 5  | 5  | 0   |
| Kuwait          | 3   | 6  | 1  | 1  | 4  | 4  | 8  | -4  |

| 4-5-1973 | Irán | 0–0 | Corea del Norte | Aryamehr Stadium, Tehran, Irán                         |  |
|          |      |     |                 | Asistencia: 63.336 espectadores Árbitro(s): Ramalingam |  |

| 4-5-1973 | Siria                     | 2–1 | Kuwait          | Aryamehr Stadium, Tehran, Irán                            |                                                           |
|          | Chahrestan 62' · Nano 65' |     | Al Duraihem 57' | Asistencia: 63.336 espectadores Árbitro(s): Ong Eng Young | Asistencia: 63.336 espectadores Árbitro(s): Ong Eng Young |

| 6-5-1973 | Corea del Norte  | 1–1 | Siria          | Amjadieh Stadium, Tehran, Irán                      |                                                     |
|          | Kim Jong-Min 53' |     | Chahrestan 71' | Asistencia: 11.940 espectadores Árbitro(s): Getkaew | Asistencia: 11.940 espectadores Árbitro(s): Getkaew |

| 6-5-1973 | Irán                      | 2–1 | Kuwait     | Amjadieh Stadium, Tehran, Irán                          |                                                         |
|          | Vafakhah 23' · Parvin 56' |     | Kameel 83' | Asistencia: 25.000 espectadores Árbitro(s): Er Wee Kiam | Asistencia: 25.000 espectadores Árbitro(s): Er Wee Kiam |

| 8-5-1973 | Corea del Norte | 0–0 | Kuwait | Aryamehr Stadium, Tehran, Irán                  |  |
|          |                 |     |        | Asistencia: 22.362 espectadores Árbitro(s): Vaz |  |

| 8-5-1973 | Irán          | 1–0 | Siria | Amjadieh Stadium, Tehran, Irán                         |                                                        |
|          | Kargarjam 85' |     |       | Asistencia: 25.000 espectadores Árbitro(s): Sridaranop | Asistencia: 25.000 espectadores Árbitro(s): Sridaranop |

| 11-5-1973 | Irán                       | 2–1 | Corea del Norte  | Aryamehr Stadium, Tehran, Irán                            |                                                           |
|           | Monajati 19' · Sadeghi 89' |     | Pak Sung-Jin 48' | Asistencia: 53.829 espectadores Árbitro(s): Ong Eng Young | Asistencia: 53.829 espectadores Árbitro(s): Ong Eng Young |

| 11-5-1973 | Siria                     | 2–0 | Kuwait | Aryamehr Stadium, Tehran, Irán                                                                                              | |
|           | Said 18' · Chahrestan 90' |     |        | Asistencia: 61.247 espectadores Árbitro(s): [[Archivo:{{{bandera alias-1972}}}\|20x20px\|border\|Bandera de Bahamas]] Mirza | Asistencia: 61.247 espectadores Árbitro(s): [[Archivo:{{{bandera alias-1972}}}\|20x20px\|border\|Bandera de Bahamas]] Mirza |

| 13-5-1973 | Corea del Norte                  | 3–0 | Siria | Aryamehr Stadium, Tehran, Irán                  |                                                 |
|           | An Se-Uk 30' · Ma Jung-U 39' 77' |     |       | Asistencia: 11.940 espectadores Árbitro(s): Vaz | Asistencia: 11.940 espectadores Árbitro(s): Vaz |

| 13-5-1973 | Kuwait | 0–1 | Irán                                  | Amjadieh Stadium, Tehran, Irán                         |                                                        |
|           |        |     | Ghelichkhani 60' (pen.) · Djabari 74' | Asistencia: 18.154 espectadores Árbitro(s): Sridaranop | Asistencia: 18.154 espectadores Árbitro(s): Sridaranop |

| 15-5-1973 | Siria       | 1–0 | Irán | Amjadieh Stadium, Tehran, Irán                         |                                                        |
|           | Tatiche 12' |     |      | Asistencia: 22.362 espectadores Árbitro(s): Demirdjian | Asistencia: 22.362 espectadores Árbitro(s): Demirdjian |

| 15-5-1973 | Kuwait           | 2–0 | Corea del Norte | Amjadieh Stadium, Tehran, Irán                     |                                                    |
|           | Bo Hamad 31' 51' |     |                 | Asistencia: 6.028 espectadores Árbitro(s): Getkaew | Asistencia: 6.028 espectadores Árbitro(s): Getkaew |

Irán accedió a la final.

### Grupo 2
| Equipo        | Pts | PJ | PG | PE | PP | GF | GC | Dif |
| ------------- | --- | -- | -- | -- | -- | -- | -- | --- |
| Australia     | 9   | 6  | 3  | 3  | 0  | 15 | 6  | 9   |
| Irak          | 8   | 6  | 3  | 2  | 1  | 11 | 6  | 5   |
| Indonesia     | 4   | 6  | 1  | 2  | 3  | 6  | 13 | -7  |
| Nueva Zelanda | 3   | 6  | 0  | 3  | 3  | 5  | 12 | -7  |

| 4-3-1973 | Nueva Zelanda | 1–1 | Australia    | Newmarket Ground, Auckland, Nueva Zelanda               |                                                         |
|          | Turner 57'    |     | Campbell 85' | Asistencia: 12,000 espectadores Árbitro(s): Luk Tat Sun | Asistencia: 12,000 espectadores Árbitro(s): Luk Tat Sun |

| 11-3-1973 | Indonesia      | 1–1 | Nueva Zelanda | Sydney Sports Ground, Sydney, Australia                 |                                                         |
|           | Panggabean 13' |     | Vest 74'      | Asistencia: 28,514 espectadores Árbitro(s): K Mahendran | Asistencia: 28,514 espectadores Árbitro(s): K Mahendran |

| 11-3-1973 | Australia                     | 3–1 | Irak      | Sydney Sports Ground, Sydney, Australia                         |                                                                 |
|           | Richards 49' · Alston 80' 85' |     | Nouri 89' | Asistencia: 28,514 espectadores Árbitro(s): Govindasamy Suppiah | Asistencia: 28,514 espectadores Árbitro(s): Govindasamy Suppiah |

| 13-3-1973 | Irak                   | 2–0 | Nueva Zelanda | Sydney Sports Ground, Sydney, Australia             |                                                     |
|           | Rashid 10' · Hatim 40' |     |               | Asistencia: 12,763 espectadores Árbitro(s): Alvarez | Asistencia: 12,763 espectadores Árbitro(s): Alvarez |

| 13-3-1973 | Australia                 | 2–1 | Indonesia | Sydney Sports Ground, Sydney, Australia                 |                                                         |
|           | Campbell 23' · Alston 42' |     | Idris 36' | Asistencia: 12,763 espectadores Árbitro(s): Dau Van Dzu | Asistencia: 12,763 espectadores Árbitro(s): Dau Van Dzu |

| 16-3-1973 | Irak       | 1–1 | Indonesia | Sydney Sports Ground, Sydney, Australia                 |                                                         |
|           | Kadhim 23' |     | Idris 43' | Asistencia: 14,071 espectadores Árbitro(s): Kim Joo-Wom | Asistencia: 14,071 espectadores Árbitro(s): Kim Joo-Wom |

| 16-3-1973 | Australia                                   | 3–3 | Nueva Zelanda                            | Sydney Sports Ground, Sydney, Australia                 |                                                         |
|           | Utjesenovic 11' · Baartz 19' · Buljevic 26' |     | Vest 10' · Tindall 50' · Hogg 86' (a.g.) | Asistencia: 14,071 espectadores Árbitro(s): K Mahendran | Asistencia: 14,071 espectadores Árbitro(s): K Mahendran |

| 18-3-1973 | Australia | 0–0 | Irak | Olympic Park, Melbourne, Australia                    |  |
|           |           |     |      | Asistencia: 10,684 espectadores Árbitro(s): Nagashima |  |

| 1973-03-18 | Indonesia           | 1–0 | Nueva Zelanda | Olympic Park, Melbourne, Australia                              |                                                                 |
|            | Tillotson 7' (a.g.) |     |               | Asistencia: 10,684 espectadores Árbitro(s): Govindasamy Suppiah | Asistencia: 10,684 espectadores Árbitro(s): Govindasamy Suppiah |

| 21-3-1973 | Irak                                    | 3–2 | Indonesia                   | Sydney Sports Ground, Sydney, Australia                |                                                        |
|           | Aziz 22' (pen.) · Obeid 33' · Nouri 72' |     | Panggabean 25' · Asmara 58' | Asistencia: 2,000 espectadores Árbitro(s): Luk Tat Sun | Asistencia: 2,000 espectadores Árbitro(s): Luk Tat Sun |

| 24-3-1973 | Irak                          | 4–0 | Nueva Zelanda | Sydney Sports Ground, Sydney, Australia                 |                                                         |
|           | Hatim 4' 15' 67' · Kadhim 23' |     |               | Asistencia: 12,390 espectadores Árbitro(s): Kim Joo-Won | Asistencia: 12,390 espectadores Árbitro(s): Kim Joo-Won |

| 24-3-1973 | Australia                                                  | 6–0 | Indonesia | Sydney Sports Ground, Sydney, Australia               |                                                       |
|           | Mackay 3' 40' · Abonyi 23' 54' · Richards 72' · Baartz 78' |     |           | Asistencia: 12,390 espectadores Árbitro(s): Nagashima | Asistencia: 12,390 espectadores Árbitro(s): Nagashima |

Australia accedió a la final.

### Final Zona B
| 18 de agosto de 1973 | Australia                            | 3:0 | Irán | Sydney Sports Ground, Sídney                        |                                                     |
|                      | Alston 43' · Abonyi 45' · Wilson 83' |     |      | Asistencia: 30.881 espectadores Árbitro(s): Schürer | Asistencia: 30.881 espectadores Árbitro(s): Schürer |

| 24 de agosto de 1973 | Irán                 | 2:0 (Global 2:3) | Australia | Estadio Azadi, Teherán                              |                                                     |
|                      | Ghelichkhani 14' 32' |                  |           | Asistencia: 55.997 espectadores Árbitro(s): Kazakov | Asistencia: 55.997 espectadores Árbitro(s): Kazakov |

Australia fue el campeón de la Zona B.

## Final
| 28 de octubre de 1973 | Australia | 0:0 | Corea del Sur | Sydney Sports Ground, Sídney                       |  |
|                       |           |     |               | Asistencia: 32.000 espectadores Árbitro(s): Loraux |  |

| 10 de noviembre de 1973 | Corea del Sur                      | 2:2 (Global 2:2) | Australia                 | Estadio Dongdaemun, Seúl                               |                                                        |
|                         | Jae Han-Kim 15' · Jae Wook-Koh 27' |                  | Buljevic 29' · Baartz 48' | Asistencia: 40.000 espectadores Árbitro(s): Ven Gemert | Asistencia: 40.000 espectadores Árbitro(s): Ven Gemert |

El resultado global de los dos encuentros acabó en empate, por lo que fue necesario un partido de desempate en campo neutral, disputado en Hong Kong.
| 13 de noviembre de 1973 | Corea del Sur | 0:1 | Australia  | Estadio Hong Kong, Hong Kong                           |                                                        |
|                         |               |     | Mackay 70' | Asistencia: 28.000 espectadores Árbitro(s): Ven Gemert | Asistencia: 28.000 espectadores Árbitro(s): Ven Gemert |

## Clasificado
Australia consiguió su primera clasificación para una Copa Mundial de Fútbol, al mismo tiempo que se convirtió en el primer representante de Oceanía que lo lograba.
| Bandera de Australia |
| Australia            |
| -------------------- |